# Любинці
Любинці́ — село в Україні, у Стрийському районі Львівської області.  Орган місцевого самоврядування — Грабовецько-Дулібівська сільська рада. Населення становить 954 осіб.

## Населення

### Мова
Розподіл населення за рідною мовою за даними перепису 2001 року:
| Мова       | Відсоток |
| ---------- | -------- |
| українська | 99,32%   |
| інші       | 0,68%    |

## Походження назви
Назва села походить від слова «Луби» — це назва взуття, яке виготовляли власноруч селяни і носили його в давнину. На території села знаходиться пам'ятник Тарасові Шевченку та парк його імені, який було відкрито коштом місцевого населення у 1990 році.

## Відомі особи
У селі багато років учителював і творив композитор Роман Савицький.
Народився педагог Володимир Бірчак, просвітянський і громадський діяч на Закарпатті.